# Denis Villeneuve
Denis Villeneuve (Gentilly, 3 oktober 1967) is een Canadees filmregisseur en scenarioschrijver.

## Biografie
Denis Villeneuve werd geboren in 1967 in Gentilly, een plaatsje nabij Trois-Rivières in Quebec. Hij volgde studies natuurwetenschappen aan het college Cégep de Trois-Rivières en daarna studies "cinema" aan de Université du Québec à Montréal. In 1991 won hij de eerste prijs voor zijn kortfilm in La Course Europe-Asie, een wedstrijd georganiseerd door Radio Canada. Hij kreeg daarmee de kans een eerste film te draaien voor het Office national du film du Canada. In 1996 werkte hij mee aan de film Cosmos als scenarioschrijver en regisseur. In 1998 realiseerde Villeneuve zijn eerste langspeelfilm Un 32 août sur terre. Zijn tweede langspeelfilm Maelström uit 2000 behaalde een twintigtal prijzen in internationale filmfestivals. Villeneuve won drie maal de Canadese Genie Award voor beste regie (voor Maelström, Polytechnique en Incendies) en deze films wonnen alle drie eveneens de Genie Award voor beste film. Villeneuves film Incendies werd zowel tijdens de 83ste Oscaruitreiking als voor de BAFTA genomineerd voor beste niet-Engelstalige film en tijdens de Césaruitreiking als beste buitenlandse film.

## Filmografie
- 1996 - Cosmos (segment "Le Technétium")
- 1998 - Un 32 août sur terre
- 2000 - Maelström
- 2009 - Polytechnique
- 2010 - Incendies
- 2013 - Prisoners
- 2013 - Enemy
- 2015 - Sicario
- 2016 - Arrival
- 2017 - Blade Runner 2049
- 2021 - Dune
- 2024 - Dune: Part Two

## Prijzen & nominaties[1]
De belangrijkste:
| Jaar | Prijs                    | Categorie                      | Genomineerde(n) | Uitslag     |
| ---- | ------------------------ | ------------------------------ | --------------- | ----------- |
| 2014 | Canadian Screen Award    | Beste regie                    | Enemy           | Gewonnen    |
| 2012 | BAFTA Award              | Beste niet-Engelstalige film   | Incendies       | Genomineerd |
| 2012 | Oscar                    | Beste niet-Engelstalige film   | Incendies       | Genomineerd |
| 2012 | César                    | Beste buitenlandse film        | Incendies       | Genomineerd |
| 2011 | Genie Award              | Beste regie                    | Incendies       | Gewonnen    |
| 2011 | Genie Award              | Beste film                     | Incendies       | Gewonnen    |
| 2010 | Genie Award              | Beste regie                    | Polytechnique   | Gewonnen    |
| 2010 | Genie Award              | Beste film                     | Polytechnique   | Gewonnen    |
| 2009 | Genie Award              | Beste kortfilm fictie          | Next Floor      | Gewonnen    |
| 2008 | Filmfestival van Cannes  | Canal+ prijs                   | Next Floor      | Gewonnen    |
| 2001 | Genie Award              | Beste regie                    | Maelström       | Gewonnen    |
| 2001 | Genie Award              | Beste film                     | Maelström       | Gewonnen    |
| 2001 | Filmfestival van Berlijn | FIPRESCI-prijs sectie Panorama | Maelström       | Gewonnen    |